# Назармахрам
Назармахрам (узб. Nazarmaxram) — село, расположенное на территории Шахриханского района Андижанской области Республики Узбекистан.
Село являлось районным центром ранее упраздненного Халдыванбекского района.